# Parafia Najświętszego Serca Pana Jezusa w Chorzowie Batorym
Parafia Najświętszego Serca Pana Jezusa w Chorzowie – parafia rzymskokatolicka w dekanacie Chorzów Batory, archidiecezja katowicka.

## Powstanie parafii
Teren dzisiejszej parafii NSPJ w Chorzowie Batorym należał kolejno do: parafii św. Małgorzaty k. Bytomia (do 1660 r.), par. NMP w Bytomiu, do chorzowskiej par. św. Barbary (od 1852 r.), par. św. Jadwigi (od 1874 r.), a od 1901 r. do kościoła WNMP w Hajdukach Wielkich (nazwa Chorzowa Batorego do 1 kwietnia 1939 r.).
Rozbudowa zakładów leżących na terenie Hajduk jak i dalszy szybki przyrost ludności, a tym samym liczby parafian, przemawiał za podziałem parafii WNMP. Za podziałem parafii WNMP, zainicjowanym przez bł. ks. Józefa Czempiela, przemawiał zarówno fakt iż w 1936 r. parafia liczyła już 27 tys. wiernych, jak również znaczne odległości między kościołem, a północnymi krańcami parafii. Dlatego też nie chcąc doprowadzić do możliwego w tych warunkach obniżenia efektów działań duszpasterskich, wydzielono z parafii WNMP leżący na północ od pasa zabudowań Huty Batory oraz torów kolejowych obszar, na którym planowano utworzyć nową parafię.
Organizację prac związanych z tworzeniem nowej parafii kuria biskupia zleciła w 1936 r. ks. Emanuelowi Bonkowi. W grudniu 1937 r. powstał Komitet Budowy Kościoła dla dzielnicy „Hajduki-Dworzec” (pierwotna nazwa parafii NSPJ), który podjął decyzję by nowy kościół powstał pod wezwaniem Najświętszego Serca Pana Jezusa według projektu Henryka Gambca. Poświęcenia terenu i uroczystego, pierwszego wykopu ziemi dokonał 14 czerwca 1937 r. ks. bp Stanisław Adamski.
Poświęcenia kamienia węgielnego dokonał 14 sierpnia 1938 r. ks. dziekan Czempiel (jako delegat ks. bpa Ordynariusza Akt erekcyjny został wmurowany w kamień węgielny i umieszczony w ścianie za ołtarzem głównym). Mimo szeregu trudności zarówno finansowych jak również geologicznych (np. istnienie 3,5 m warstwy torfu) prace przy budowie świątyni postępowały na tyle szybko, że w sierpniu 1939 r. można było oglądać budynek kościoła w stanie surowym. Ze względu na ograniczone środki finansowe, początkowy projekt architektoniczny bryły kościoła, zaaprobowany przez kurię biskupią, uległ znacznym zmianom. Ostatecznie kościół przyjął prostą formę opartą na podstawowych bryłach z jedną wieżą. Wnętrze jest jednonawowe z wyróżnionym prezbiterium o kolebkowym sklepieniu i oddzielonym od dwóch ołtarzy bocznych kolumnami, po jednej z każdej strony. Ściany nawy głównej urozmaicają wnęki znajdujące się pod okrągłymi oknami. Architektoniczny rytm budowli wyznaczają przyścienne pilastry. Świątynia ma 30 m. długości oraz 17 m. szerokości, mieszcząc jednorazowo do 2000 wiernych.
Benedykacji (czyli zwykłego poświęcenia) kościoła dokonał 24 grudnia 1939 r. bł. ks. dziekan Czempiel. Dekret erekcyjny nowej parafii nosi datę 29 grudnia 1939 r. jednakże jako datę powstania nowej parafii przyjmuje się 1 stycznia 1940 r., tj. dzień, w którym weszła w życie decyzja o jej powołaniu. Od tego roku prowadzi się księgi parafialne. Nowo utworzona parafia liczyła ok. 11 000 wiernych i obejmowała tereny leżące na północ od linii kolejowej.
Od początku swego istnienia świątynia była trzykrotnie remontowana i częściowo przebudowywano jej wnętrze. Ostatni, najbardziej rozległy remont rozpoczął się we wrześniu 2006 r. Między innymi zainstalowano ogrzewanie podłogowe, położono granitowo-marmurową posadzkę, wymieniono stare witraże, zainstalowano nowy witraż w prezbiterium, ściany są pokryte są malowidłami w kolorze sepii, wymieniono oświetlenie. Całkowicie przebudowano ołtarz główny. Z dniem 11 marca 2012 roku została poświęcona i oddana do użytku Kaplica Całodziennej Adoracji Najświętszego Sakramentu.
Na przełomie 2014/15 roku wymieniono konfesjonały i ławki. W maju 2015 r. przebudowano kaplicę św. Antoniego.

## Wspólnoty parafialne
- Apostolstwo Modlitwy
- Bractwo Żywego Różańca
- Chór Mieszany Seraf
- Dzieci Maryi
- Młodzieżowe Kółko Misyjne
- Legion Maryi
- Stowarzyszenie Matki Bożej Patronki Dobrej Śmierci
- Wspólnota Chrystusa Zmartwychwstałego Galilea
- Wspólnota Ministrantów
- Ruch światło-życie (oaza)
- Wspólnota Pielgrzymkowa

## Proboszczowie
- ks. Emanuel Bonk (1.01.1939-02.12.1947 r.)
- ks. Alfons Przybyła (1.02.1948-14.10.1976 r.)
- ks. Jan Sołtysik (22.10.1976-30.07.2006 r.)
- ks. Andrzej Cuber (1.08.2006 r.-25.04.2018 r.)
- ks. Krzysztof Tomalik (31.07.2018 r. - nadal)